# Бронепалубные крейсера типа «Аполло»
Бронепалубные крейсера типа «Аполло» — серия крейсеров 2-го класса британского королевского флота, построенная в 1880 — 1890-х гг. XIX века. Являлись развитием типа «Медея» (англ. Medea). Стали их усовершенствованной версией. Всего было построено 21 единицы двух серий: Серия I: «Латона» (англ. Latone), «Мелампус» (англ. Melampus), «Андромах» (англ. Andromache), «Терпсихор» (англ. Terpishore), «Найяд» (англ. Naiad), «Тетис» (англ. Thetis), «Сибил» (англ. Sybille), «Аполло» (англ. Apollo), «Трибьюн» (англ. Tribune), «Сапфо» (англ. Sappho), «Сцилла» (англ. Scylla). Серия II: «Сириус» (англ. Sirius), «Пик» (англ. Pique), «Спартан» (англ. Spartan), «Индефатигэбл» (англ. Indefatigable), «Рейнбоу» (англ. Rainbow), «Интрепид» (англ. Intrepid), «Бриллиант» (англ. Brilliant), «Ретрибьюшен» (англ. Retribution), «Эолис» (англ. Aeoulus), «Ифигения» (англ. Iphifenia).
Различия между сериями было незначительными. Крейсера 2-й серии предназначались для службы в тропических водах и получили древесно-медную ошивку подводной части корпуса. В результате, крейсера 2-й серии имели несколько большее водоизмещение, ширину и осадку, а скорость немного снизилась. До появления американских лёгких крейсеров типа «Кливленд» считались крупнейшей серией однотипных крейсеров в истории кораблестроения.
Их дальнейшим развитием стали крейсера типа «Астрея» (англ. Astraea).

## Конструкция

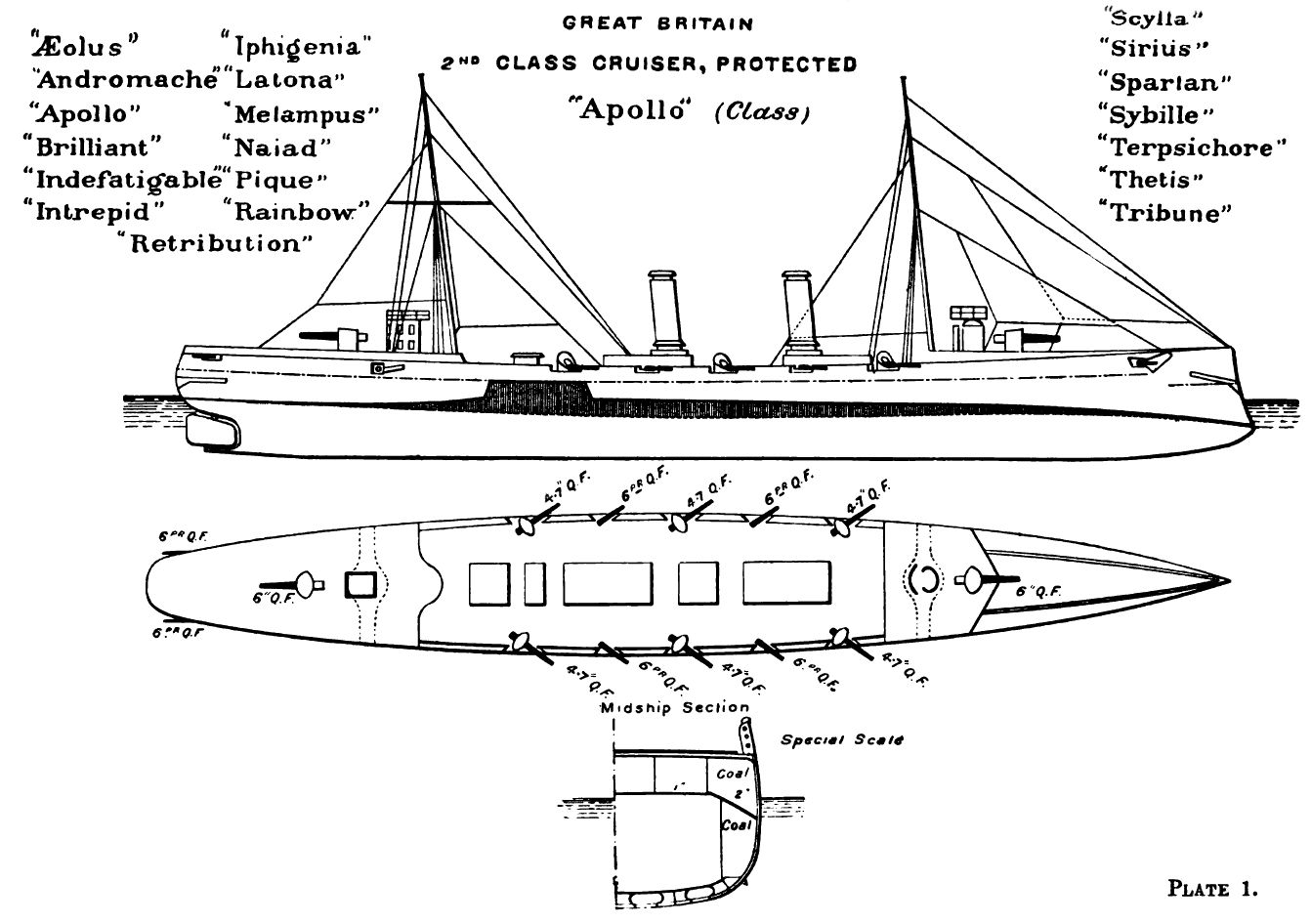
Крейсер типа «Аполло». Схема.

Новые крейсера проектировались путём увеличения крейсеров типа Медея, с сохранением мощности силовой установки. Применение более компактных вертикальных паровых машин и более удачная компоновка котельных отделений сделали работу кочегаров более удобной и эффективной, в результате все крейсера легко достигли достигли проектные 19,75 узлов. Вся артиллерия состояла только из скорострельных орудий.

### Корпус
Бортовые спонсоны убрали, поскольку на «Медее» они набирали воду не только в свежую погоду, но и на высоких скоростях. В результате из носовой пары 120-мм орудий стало невозможно вести огонь прямо в нос. Почти у половины из них подводная часть была покрыта деревом и обшита медью. Поэтому обшитые «Эолус», «Бриллиант», «Интрепид», «Ифигения», «Пике», «Рейнбоу», «Ретрибьюшн», «Сириус» и «Спартак» были на 200 т тяжелее необшитых «Аполло», «Андромахи», «Латоны», «Мелампуса», «Наяды», «Сафо», «Сибиллы», «Сциллы», «Терпсихоры», «Тетиса» и «Трайбьюна».

### Бронирование
Толщина броневой палубы в плоской части составляла 37-мм, на скосах 51. Паровые машины выступавшие в верх были прикрыты 127 мм гласисом.

## Служба
- «Латона» — заложен в 1889 г., спущен 22 мая 1890 г., в строю с 1893 г.
- «Мелампус» — заложен в 1889 г., спущен 2 августа 1890 г., в строю с 1892 г.
- «Андромах» — заложен в апреле 1889 г., спущен 14 августа 1890 г., в строю с 1892 г.
- «Терпсихор» — заложен в 1889 г., спущен 30 октября 1890 г., в строю с 1891 г.
- «Найяд» — заложен в 1889 г., спущен 29 ноября 1890 г., в строю с 1893 г.
- «Тетис» — заложен в 1889 г., спущен 13 декабря 1890 г., в строю с 1892 г.
- «Сибил» — заложен в 1889 г., спущен 27 декабря 1890 г., в строю с 1891 г.
- «Аполло» — заложен в апреле 1889 г., спущен 10 февраля 1891 г., в строю с 1892 г.
- «Трибьюн» — заложен в 1889 г., спущен 24 февраля 1891 г., в строю с 1892 г.
- «Сапфо» — заложен в 1890 г., спущен 5 мая 1891 г., в строю с 1893 г.
- «Сцилла» — заложен в 1890 г., спущен 17 октября 1891 г., в строю с 1892 г.
- «Сириус» — заложен в сентябре 1889 г., спущен 27 октября 1890 г., в строю с 1891 г.
- «Пик»  — заложен в ноябре 1889 г., спущен 13 декабря 1890 г., в строю с 1892 г.
- «Спартан» — заложен в декабре 1889 г., спущен 25 февраля 1891 г., в строю с 1892 г.
- «Индефатигэбл» — заложен в 1890 г., спущен 12 марта 1891 г., в строю с 1892 г.
- «Рейнбоу» — заложен в 1890 г., спущен 25 марта 1891 г., в строю с 1892 г.
- «Интерпид» — заложен в 1890 г., спущен 20 июня 1891 г., в строю с 1894 г.
- «Бриллиант» — заложен в 1890 г., спущен 24 июня 1891 г., в строю с 1893 г.
- «Ретрибьюшен» — заложен в 1890 г., спущен 6 августа 1891 г., в строю с 1893 г.
- «Эолис» — заложен в 1890 г., спущен 13 ноября 1891 г., в строю с 1894 г.
- «Ифигения» — заложен в 1890 г., спущен 19 ноября 1891 г., в строю с 1892 г.[3]

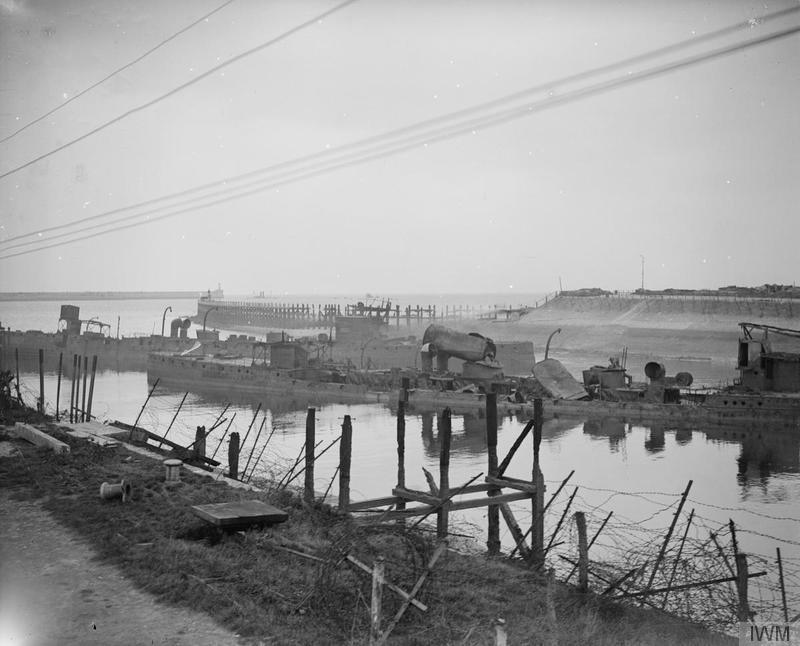
Развалины HMS Iphigenia и HMS Intrepid, блокирующие устье канала Брюгге в Зебрюгге, 24 октября 1918 года.

До Первой мировой войны погиб один крейсер, восемь были отправлены на слом.
Во время Первой мировой войны семь использовались в качестве минных заградителей («Аполло», «Андромаха», «Интрепид», «Ифигения», «Латона», «Найяд» и «Тетис»). 23 апреля 1918 года пять крейсеров этой серии были затоплены близ Зебрюгге как блокшивы («Интрепид», «Ифигения», «Бриллиант», «Сириус» и «Тетис»).

## Оценка проекта
В конце XIX века крейсера типа «Аполло» вместе с «Эдгарами» считались высшим достижением кораблестроительного искусства: будучи на 700 т легче своих предшественников, «Мерсеев», они несли сильную артиллерию и сравнительно толстую броневую палубу и, развивая хороший ход, не утратили боевой ценности вплоть до 1900-х годов. Не случайно все последующие английские крейсеры второго ранга были развитием «Аполло», у которого отмечали лишь два недостатка — сравнительно малые запасы угля и боеприпасов.
Быстро построенная, крейсерская армада Англии по прошествии десятилетия так же быстро стала терять своё боевое значение, и в начале XX века в строю британского флота оказалось сразу несколько десятков устаревших бронепалубных крейсеров первых серий.